# Троицкий, Владилен Александрович
Владиле́н Алекса́ндрович Тро́ицкий (16 декабря 1925 года, Москва, СССР — июнь 1991, Ленинград, РСФСР, СССР) — советский инженер-гидрограф, участник многочисленных арктических экспедиций, историк Арктики.

## Биография
Родился в Москве. В 1938 году его отец был расстрелен, а мама отправлена в ссылку в Казахстан. Воспитывался вместе с младшим братом Феликсом на Украине. Во время ВОВ в эвакуации в Узбекистане. В 1944 году молодой Владилен поступил в высшее военное инженерное морское училище им. Ф. Э. Дзержинского, проучился 2 года, но был отчислен как сын врага народа. Стал работать водителем, участвовал в разборке немецких блиндажей, затем на очистке леса от мин, в районе Петергофа.  Учился на гидрографическом факультете Высшего арктического морского училища имени С. О. Макарова. Под влиянием преподавателя профессора Виттенбурга (участника плавания экспедиции Толля на яхте «Заря») заболел Арктикой и решил посвятить жизнь полярным исследованиям. В 1954 году после окончания училища был направлен в Диксонскую гидрографическую базу. До 1966 года работал там инженером-гидрографом, начальником партий, отрядов, экспедиций, затем на гидрографическом предприятии Министерства морского флота СССР.

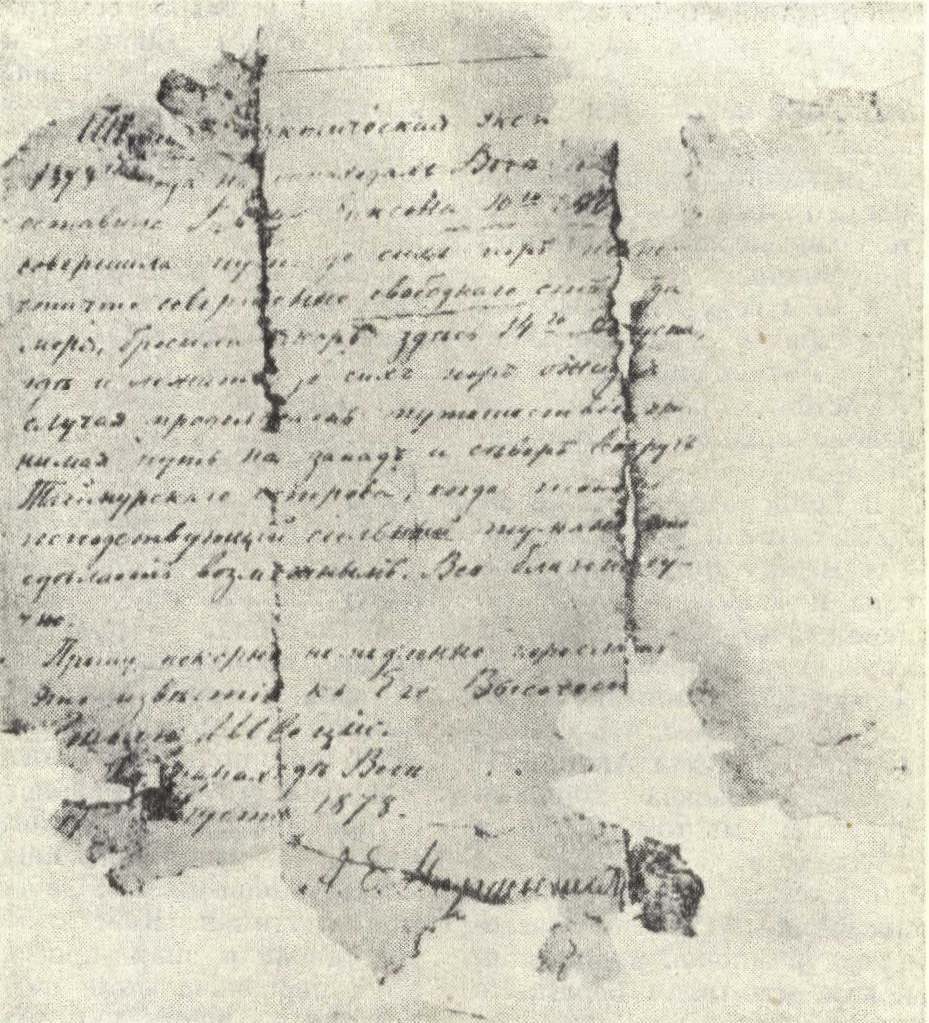
Письмо Норденшельда, найденное Троицким на острове Таймыр в 1970 году

В 1964 году Троицкий начал заниматься историей картографирования Таймыра. В 1970 году ему удалось получить две фотокопии «Карты реки Енисей» (хранится в Парижской национальной библиотеке), составленной в 1730 году геодезистом Петром Чичаговым. Троицкому также принадлежит заслуга в публикации многих неизвестных ранее исторических документов, найденных им при работе в архивах и в экспедициях, в том числе дневников Харитона Лаптева, писем А. Э. Норденшельда. По инициативе Троицкого были изданы навигационные атласы малых таймырских рек — Хеты, Попигая и Котуя. Был участником многочисленных гидрографических и историко-поисковых экспедиций, исходил и изъездил Таймыр — его побережье и прилегающие острова, уточнил и дополнил карту полуострова, предложил более трехсот новых названий различных географических пунктов.
В 1975 году защитил кандидатскую диссертацию на тему «Развитие географических представлений о полуострове Таймыр (до начала систематических съемок в 1920-х годов)» (защищена 25.06.1975, научным руководителем у Троицкого был М. И. Белов). С 1974 года — главный инженер Хатангской гидрографической базы. Автор 4 книг — «Остров Диксон», «Хатанга», «Записки Харитона Лаптева», «Топонимика морей Советской Арктики» (совместно с С. В. Поповым) и более 40 научных и научно-популярных статей. Основные направления деятельности — история и география Таймыра, гидрография Арктики. Выпустил подробную биографию Харитона Лаптева.
В 1973 году в своей статье «Новые находки на островах Фаддея» Троицкий рассмотрел загадку находок в заливе Симса и на островах Фаддея и решил опровергнуть версии Окладникова и Белова о западном пути мореходов к островам Фаддея Северным морским путем из Карского моря. Опираясь на результаты своих раскопок 1971 года, он предложил свою, восточную версию похода. В этой версии Троицкий предположил, что в 40-х годах XVII века отряд русских землепроходцев на двух кочах вышел от устья Лены в море с большим грузом пушной соболиной казны. Отряд попытался морем достичь устья Енисея, обогнув при этом Таймыр. Однако у островов Фаддея оба коча потерпели крушение. У островов Фаддея и на берегу залива Симса мореходы оставили часть груза (в заливе Симса ещё и трёх больных людей в наскоро сколоченной избушке) и двинулись на юг пешком. Далее они пытались пересечь горы Бырранга, и следы их теряются.

## Память
В честь Троицкого назван Норильский экспедиционный клуб.

## Избранная библиография
- Троицкий В. А. Выдающийся полярный следопыт // Человек и стихия за 1966 год. Л.: Гидрометеоиздат, 1965. С. 78—79.
- Троицкий В. А. Географические названия на побережье Таймыра. Газета «Советский Таймыр». Дудинка. 1968. № 80, 81, 85, 87, 88, 90, 93, 117, 120, 121, 125—127, 148.
- Троицкий В. А. Карта с маршрутами Русской полярной экспедиции на яхте «Заря» у берегов Таймыра // Известия ВГО. 1968. Т. 100. Вып. 3. С. 255—259.
- Троицкий В.А. Остров Диксон. — Красноярское книжное издательство, 1972. — 144 с. — 3000 экз.
- Троицкий В. А. Письмо с острова Таймыр // Наука и Жизнь — 1971 — № 8 — с.146-148.
- Троицкий В. А. Путь яхты «Заря» в Карском море и маршруты Э. В. Толля у берегов Таймыра // Летопись Севера. М.: Мысль, 1972. Т. VI. С. 182—210.
- Троицкий В. А. Берег Петра Чичагова // Водный транспорт. 12 марта 1974. № 31 (6353).
- Троицкий В. А. Памятники экспедиций // Полярный круг. М.: Мысль, 1980. С. 250—257.
- Троицкий В. А. Посёлок Харитона Лаптева на реке Хатанге // Наука и Жизнь — 1980 — № 1 — с.30-32.
- Записки Харитона Лаптева/ В. А. Троицкий. — Москва : Мысль, 1982. — 142, [2] с. : ил. ; 16 см. — (Замечательные географы и путешественники). — 50000 экз.
- Троицкий В. А. Неизвестные письма штурмана В. И. Альбанова // Летопись Севера. М,: Мысль, 1985. Т. 11. С. 174—181.
- Троицкий В.А. Хатанга. — Красноярск: книжное издательство, 1987. — 192 с. — (Города и посёлки Красноярского края). — 10 000 экз.
- Троицкий В. А. «У острова песцовый — Геркулес?» // Техника молодежи. — 1987. — № 4. — С. 57-59.
- Троицкий В. А. Памятные места Великой Северной экспедиции на Таймыре // Полярный круг. — М.: Мысль, 1989. — С. 82-92.
- Троицкий В. А. Подвиг штурмана Альбанова. — Красноярское книжное издательство, 1989.